# عدنان غزی
عدنان غزی (زاده ۱۳۴۹، اهواز) نویسنده، شاعر و روزنامه‌نگار است وی در اردیبهشت ۱۳۹۵ به عنوان شهردار کوت عبدالله منصوب گردید.

## تحصیلات
او تحصیلات ابتدایی را در مدرسه نشاط روستای عباسیه به پایان برد و جهت ادامه تحصیل به شهرستان ملاثانی رفت و تحصیلات راهنمایی و دبیرستان خود را در رشته اقتصاد اجتماعی به پایان رسانید و در سال ۱۳۷۱ وارد دانشگاه آزاد اسلامی آبادان و خرمشهر شد و لیسانس خود را در رشته زبان و ادبیات عرب دریافت نمود پس از موفقیت در آزمون کارشناسی ارشد در سال ۱۳۷۵ ه‍. ش در همان رشته زبان و ادبیات عرب درس خود را ادامه داد و در همان سال (۱۳۷۵) جهت تدریس زبان عربی به دانشگاه آزاد اسلامی اهواز پیوست وی بعدها به دلیل علاقه‌ای که به رشته حقوق داشت مجدداً وارد دانشگاه شد و مدرک کارشناسی حقوق قضایی خود را از دانشگاه خرمشهر گرفت و پس از وارد دانشگاه بین‌المللی قشم شد و درس خود را در رشته حقوق جزا وجرم‌شناسی در مقطع کارشناسی ارشد ادامه داد. غزی همچنین جهت ادامه تحصیل به خارج از کشور رفت و در مقطع دکترای حقوق رشته جزا و جرم‌شناسی در دانشگاه امام اوزاعی بیروت لبنان درس خود را ادامه داد.

## گرایش به شعر
عدنان غزی در منزلی بزرگ شد که شعر و ادبیات آن منزل را احاطه کرده بود، جایگاه و منزلت اجتماعی پدرش (کاظم غزی) و شاعر بودن وی و همچنین شاعر بودن مادرش (خدیجه غزی) و برادرانش (قمندار و توفیق) از همان ابتدا روح و قریحه شعریش را فعال ساخته ودرهمان سنین نوجوانی به سرودن شعر شعبی گرایش پیدا کرد.
حفظ أشعار شعبی و فصیح تأثیر بسزایی بر وی نهاد، او می‌گوید: «در ۱۲ سالگی قصیده لامیه العرب سروده شاعر مشهور عصر ماقبل اسلامی الشنفری را حفظ کرد:
أقیموا بنی أمّی صدور مطیّکم فإنّی إلی قومٍ سواکم لأمیلُ
و قصیده ای که از زبان امام حسین سروده شده و در روز دهم محرم قرائت می‌شد تأثیر عمیقی بر من گذاشت و برای اولین بار در ۱۳ سالگی اولین اشعارم را به زبان محلی (شعبی) سرودم، گرچه اشعارم چندان قوی نبودند اما پدرم دائماً مرا به نوشتن اشعار تشویق می‌کرد».
بعد از ورود به دانشگاه عروض و قوافی را به صورت تخصصی خواند و همیشه از دکتر عباس پور عباسی به عنوان کسی که الفبای اوزان را به او آموخت یاد می‌کند عدنان غزی شیفته اشعار دکتر عباسی (الطائی) است و از او به عنوان «امیر الأدباء» یاد می‌کند خصوصاً در مبحث اوزان و موسیقی شعر، اما دکتر عباس پور عباسی می‌گوید: عدنان در مبحث عروض و قوافی و موسیقی شعری وتسلط بر این علم بی‌نظیر است.
اولین کتاب عدنان غزی با عنوان عروض و قافیه در شعر عرب در سال ۱۳۸۸ هجری شمسی بچاپ رسید و در مقاطع کارشناسی و کارشناسی ارشد و دکتری تدریس گردید.
عدنان غزی به (مدرسه رمزیه) گرایش دارد و از مدرسه رومانتیکی (الرومانسیه) نیز در اشعار وی ملاحظه می‌شود.
بیشتر اشعار وی در زمینه‌های غزلی – اجتماعی – سیاست و پرداختن به مسایل فرهنگی و اجتماعی است و کمتر به مدح و رثاء پرداخته است. عدنان غزی به زبان فصیح عربی ولهجه محلی (شعر شعبی) وزبان فارسی شعر سروده وچندین قصیده از وی به صورت شعر ملمع (عربی فارسی) هم دیده شده‌است.

## داوری شعر عرب
اولین جسات نقد شعر عربی در دهه هفتاد هجری شمسی در دانشگاه علوم پزشکی اهواز توسط مجموعه‌ای به نام الموسوعه القرآنیه برگزار گردید و عدنان غزی در معیت دکتر عباس پور عباسی و حاج عباس حزباوی و دکتر عادل حیدری و استاد حسن ساعدی، اولین کمیته داوران (لجنه التحکیم) را تشکیل دادند، در این جلسات به صورت تخصصی شعر شاعران عرب مورد نقد و بررسی قرار می‌گرفت این کنگره‌های ادبی و نقد شعر بعدها به دانشگاه‌های دیگر همچون چمران، دانشگاه آزاد اسلامی اهواز منتقل گردید و چهار سال ادامه پیدا کرد.
عدنان غزی از سال ۱۳۸۷ ه‍. ش تا به امروز بر جلسات نقد و بررسی شعر عرب که به همت کانون اهل قلم (منتدی اهل القلم) در دانشگاه پیام نور اهواز به صورت تخصصی برگزار می‌گردد اشراف ونظارت داشته و همچنین در کنگره و جشنواره‌های داخلی و بین‌المللی به عنوان داور بین‌المللی شعر عربی انتخاب گردیده است از جمله:
۱-عضو هیئت داوران اولین کنگره جهانی «شاعر النبی» (ص) در دو بخش شعر فصیح عربی و شعبی عربی.
۲- عضو هیئت داوران در مسابقه «شاعر خوزستان» در سال اول و دوم و سوم که توسط شبکه جهانی کوثر در شهر قم برگزار و در چهل قسمت پخش گردید.
۳- عضو هیئت داوران در پنجمین کنگره بین‌المللی «شعر رضوی» که به زبان فصیح وشعبی توسط وزارت فرهنگ وارشاد اسلامی در اهواز و شوش برگزار گردید.
۴- عضو هیئت داوران دومین کنگره بین‌المللی «شاعر رسول الرحمه» که توسط مجمع جهانی تقریب مذاهب اسلامی با حضور ۱۰ کشور عربی و اسلامی در قم برگزار گردید.
۵- عضو هیئت داوران «مهرجان لیالی رمضان الاول للشعر الشعبی» که در اهواز برگزار گردید.
۶- عضو هیئت داوران در ششمین کنگره جهانی «شعر رضوی» که با حضور بیش از ۱۲۰ شاعر عرب از ۱۱ کشور عربی و ایران در بخش فصیح و ۲۷۰ شاعر شعبی از ۵ کشور عربی و ایران برگزار گردید.

## تالیفات عدنان غزی
اولین اثر بچاپ رسیده عدنان غزی کتابی است با عنوان (عروض وقافیه در شعر عرب است این کتاب به مبحث اوزان شعر و قوافی آن در شعر عرب پرداخته است.
اثر دوم مربوط به کتابی است که در سه جزء منتشر شده و به عنوان دائرةالمعارف شعر عربی معروف است عنوان این کتاب (موسوعه الشعر العربی) است که در جزء اول آن نویسنده به شرح شعر فصیح و تمام قضایای مربوط به آن از جمله: مجموعات شعری مصادر شعر، اغراض، انماط، اشکال، اوزان، اضلاع، مدارس شعر و انواع شعر فصیح پرداخته است.
در جزء دوم نویسنده به شرح شعر عامی (شعبی و نبطی) پرداخته و انواع قصاید در شعر شعبی و ابیات و انواع قصاید در شعر عربی نبطی وفن لقطه را شرح داده ه است و نظریات مهمی را در باب اوزان در این بخشی مطرح نموده‌است.
در جزء سوم کتاب نویسنده به معرفی شعرا و ادبای اهواز پرداخته و مختصری از زندگی‌نامه آن‌ها را از عصر جاهلیت تا به امروز ذکر کرده‌است عنوان این بخش که جز سوم کتاب است: نافذه علی الادب العربی الاهوازی است.
همچنین چهار بحث از وی در لبنان چاپ و منتشر گردیده که اولی با عنوان:
- محمدالنبی فی الشعر العربی الاهوازی المعاصر
- انا و الکرمی
- القدس فی الشعر العربی الاهوازی المعاصر
- المراه فی القرآن الکریم و الاسلام
- همچنین دو دیوان شعر به زبان فصیح و شعبی و چند عنوان کتاب در دست چاپ دارد که عبارتند است:
- الجزء الرابع لموسوعه الشعر العربی بعنوان: نافذه علی الشعراء الشعبین الاهوازیین
- موسوعه عرب الاهواز
- لماذا أحبک یا لغه الضاد؟
- النقد الادبی و التحکیم فی المسابقات الشعریه

## روزنامه‌نگاری
از عدنان غزی مقالات متعدد ادبی سیاسی، اجتماعی و فرهنگی در نشریات ایران به چاپ رسیده‌است از جمله نشریه اهواز- عصر کارون، همدلی، نخل، صورت الشعب، الایام و همچنین وی سردبیر قسم عربی روزنامه‌های ایام و حدیث و اهواز سابق بوده‌است.